# سلیم ماداگاسکار
سلیم ماداگاسکار (نام علمی: Charadrius thoracicus) نام یک گونه از سرده سلیم‌های طوق‌دار است.